# توم فولسوم
توم فولسوم (بالإنجليزية: Tom Folsom)‏ هو صحفي وكاتب ومؤلف أمريكي، ولد في 11 مايو 1974 في الولايات المتحدة.